# Cunaxa sagax
Cunaxa sagax är en spindeldjursart som först beskrevs av Koch 1836.  Cunaxa sagax ingår i släktet Cunaxa och familjen Cunaxidae. Inga underarter finns listade i Catalogue of Life.